# Фокс, Адам (поэт)
Адам Фокс (англ. Adam Fox; 1883—1977) — британский каноник, поэт и биограф, член группы «Инклинги», которая объединила в середине XX века цвет английской литературы самых разных жанров (Клайв Стейплз Льюис, Дж. Толкин и др.)
Был деканом богословия в Оксфорде, стал одним из первых членов клуба Инклингов, в котором, однако, не играл значительной роли. Позднее стал каноником Вестминстерского аббатства, где и был похоронен в Уголке Поэтов.
Им была написана большая поэма в четырех книгах «Старый Король Коэль» (1937 год). Между 1938-м и 1942-м годами занимал должность профессора поэзии и издал «Poetry for Pleasure» (1938). В его присутствии был прочитан «Хоббит, или Туда и обратно».
Интерес представляют его работы «Plato and the Christians. Passages from the writings of Plato» (1957) и «Plato for Pleasure» (1962) — предназначенная для популяризации идей Платона среди широкой английской публики. Он также написал биографию Уильяма Ральфа Инга (1960) — известного богослова, философа и декана собора Святого Павла, до сих пор не утерявшую своей исторической актуальности.